# أوشن (مسلسل)
أوشن هو مسلسل كوميدي مغربي عُرض سنة 2018، من تأليف بشرى مالك، وإخراج إبراهيم شكيري، وبطولة كل من عزيز داداس، وأمل الأطرش، ومحمد باسو، وكليلة بونعيلات، وأسامة البسطاوي. تدور أحداث المسلسل حول مصطفى وعائلته الذين يتخذون من المكر والخداع أسلوبًا في حياتهم، وعندما يحصلون على خريطة كنز قديم تنطلق مغامرتهم في البحث عنه، لتقع العديد من المواقف غير المتوقعة بالنسبة لهم.

## قصة المسلسل
مصطفى هو رجل في منتصف العمر، ماكر ومخادع، عاش حياته في عالم النصب والاحتيال حتى انتهى به المطاف في السجن بتهمة السرقة. هناك، لم يكن مجرد سجين آخر، بل تحول إلى راوٍ بارع لمغامرات خيالية عن رحلاته في روسيا، فانبهر به السجناء وأطلقوا عليه لقب «الروسي»، وأصبحوا يحسبون له ألف حساب. لكنه لم يكن سوى كاذب محترف، وحين دخل شاب من منطقته نفس السجن، كشف حقيقته للجميع، موضحًا أن مصطفى لم يغادر المغرب قط، وأن عائلته بأكملها تعمل في النصب والاحتيال. هذه الفضيحة كلفته غاليًا، إذ تعرض لعقوبة قاسية من السجناء، مما دفع إدارة السجن إلى نقله إلى زنزانة أخرى.
في زنزانته الجديدة، شاركه المكان رجل مسن يُدعى البشير، كان مختلفًا عن بقية السجناء، إذ كان يحمل في داخله تاريخًا طُمس مع الزمن. كان البشير أحد المقاومين الذين واجهوا الاستعمار الفرنسي، وأثناء إحدى عملياته الجريئة، تمكن مع أصدقائه من الاستيلاء على قطار فرنسي محمل بالذهب كان متجهًا إلى فرنسا. بعد سرقة الكنز، دفنوه في موقع سري وسط الصحراء، وقاموا برسم خريطة تُحدد موقعه، لكنهم قسّموها إلى نصفين؛ احتفظ البشير بنصفها، بينما كان النصف الآخر مع صديقه المدعو الهادي، الذي فُقد أثره منذ زمن بعيد.
عندما سمع مصطفى القصة، لمع الطمع في عينيه، فأخذ يعتني بالبشير جيدًا، منتظرًا اللحظة التي يحصل فيها على مزيد من التفاصيل. وعندما وافته المنية، بحث مصطفى في أغراضه ليجد ورقة ظن أنها النصف الأول من الخريطة. لكنه كان يعلم أن امتلاكه نصف الخريطة لا يكفي، فانتظر بفارغ الصبر يوم خروجه من السجن ليبحث عن النصف الآخر.
عند إطلاق سراحه، لم يضيع مصطفى وقتًا، فاتصل بصديقه مبارك، وطلب مساعدته في البحث عن النصف الثاني من الخريطة وبعد مجهود يصلون إلى رجل يدعى الطيب، أستاذ في التاريخ وأحد القلائل الذين يعرفون قصة الكنز. الطيب لم يكن مجرد مؤرخ عادي، بل كان حفيد الهادي أحد المقاومين الذين استولوا على الكنز، وكان يمتلك النصف الثاني من الخريطة. بمساعدة مبارك والطيب وابنته سليمة، يكتشف مصطفى أن الورقة التي حصل عليها من البشير في السجن لم تكن سوى إحداثيات تحدد مكان الخريطة وبعد تحديد موقع النصف الأول من خلال الإحداثيات، قادتهم إلى مخفر الشرطة.
كان من المستحيل اقتحام المخفر مباشرة، لذا خطط مصطفى وفريقه لحيلة ذكية. تنكروا في زي عمال صيانة من شركة سباكة، وتمكنوا من دخول المخفر بحجة إصلاح تسرب في الأنابيب. بعد عملية دقيقة وسريعة، وجدوا النصف الأول من الخريطة وأخرجوه دون إثارة الشبهات.
لكن ما لم يكن في حسبانهم، أن هناك فريقًا آخر كان على علم بالكنز، ويتعقب خطواتهم منذ البداية.
الآن، بعد اكتمال الخريطة، تبدأ مطاردة شرسة في قلب الصحراء بين مصطفى وفريقه من جهة، والمجموعة المنافسة من جهة أخرى، حيث يصبح السباق نحو الكنز أكثر خطورة مما توقعوا.

## طاقم التمثيل
- عزيز داداس بدور مصطفى
- أمل الأطرش بدور فضيلة
- محمد باسو بدور مبارك
- كليلة بونعيلات بدور سليمة
- أسامة البسطاوي بدور الطيب

## وصلات خارجية
- أوشن على موقع قاعدة بيانات الأفلام العربية